# Cordia gerascanthus
La baria de Cuba, varia de Cuba o palo de rosa de las Antillas (Cordia gerascanthus)  es una especie botánica de planta con flor de la familia de las Boraginaceae.

## Taxonomía
Cordia gerascanthus fue descrita por Carlos Linneo y publicado en Syst. Nat. ed. 10 2: 936 1759
Etimología
Cordia: nombre genérico otorgado en honor del botánico alemán Valerius Cordus (1515-1544).
gerascanthus: epíteto
Sinonimia
- Cerdana gerascanthus (L.) Moldenke
- Cordia bracteata A.DC.
- Cordia gerascanthus f. martinicensis Chodat
- Cordia gerascanthus f. micrantha Chodat
- Cordia gerascanthus var. subcanescens A.DC.
- Cordia geraschanthoides Kunth
- Cordia langlassei Loes.
- Cordia rothschuhii Loes.
- Gerascanthus gerascanthoides (Kunth) Borhidi
- Gerascanthus lanceolatus J.Presl
- Gerascanthus vulgaris Mart.
- Lithocardium bracteatum Kuntze
- Lithocardium gerascanthus (L.) Kuntze[2]